# Ceratozetes insignis
Ceratozetes insignis är en kvalsterart som beskrevs av Balogh 1966. Ceratozetes insignis ingår i släktet Ceratozetes och familjen Ceratozetidae. Inga underarter finns listade i Catalogue of Life.